# 苏霍伊多涅茨农村居民点
苏霍伊多涅茨农村居民点（俄语：Суходонецкое сельское поселение）是俄罗斯联邦沃罗涅日州博古恰尔区所属的一个农村居民点。其下辖有3个居民点，行政中心为苏霍伊多涅茨。据2016年统计，该农村居民点的人口为926人。